# 1963 v dopravě
Tento článek obsahuje seznam událostí souvisejících s dopravou, které proběhly roku 1963.

## Události
- 3. ledna

 Byl ukončen provoz na lesní úzkorozchodné železnici Polomka – Závadka – Stožky.
- 16. února

 Slavnostním otevřením byla do provozu uvedena nová železniční stanice Praha – Krč na trati Praha – Vrané nad Vltavou – Čerčany.
- 15. března

 Zahájen elektrický provoz na trati Ostrava-Svinov (nynější název stanice) – Ostrava hlavní nádraží, 23. května byla zprovozněna elektrizace i na navazující trati Ostrava – Bohumín – Petrovice u Karviné.
- 27. dubna

 Dokončena elektrizace trati Sofia – Plovdiv, první elektrizovaný úsek na síti bulharských železnic.
- 29. dubna

 Zahájen elektrický provoz na trati Ostrava hlavní nádraží – Bohumín.
- 26. května

 Byl zahájen provoz na přeložce Košicko-bohumínské dráhy v úseku Bohumín – Louky nad Olší. Jednalo se o využití původní trati KFNB Bohumín – Dětmarovice a novostavbu Dětmarovice – Louky nad Olší.
- 1. července

 U Cerhenic byl otevřen železniční zkušební okruh, skládající se z experimentální základny a velkého okruhu.
- 30. září

 Elektrizací tratě Ústí nad Labem – Duchcov s navazujícím úsekem do Mostu, zmodernizovaným již v únoru t.r., byla umožněna nákladní přeprava hnědého uhlí ze Severočeských dolů za pomoci elektrických lokomotiv.
- 7. října

 Elektrický provoz na trati Plzeň – České Budějovice byl zahájen na navazujícím úseku od Plzně Blovice – Horažďovice předměstí.
- 1. listopadu

 Elektrický provoz byl zahájen také na trati Žilina – Mosty u Jablunkova.